# Mark Billingham
Mark Billingham (Birmingham, 2 luglio 1961) è uno scrittore inglese, conosciuto principalmente per i suoi romanzi polizieschi.

## Biografia
Mark Billingham nasce a Birmingham, Inghilterra. Si laurea in recitazione e, poco dopo, mette su una piccola compagnia teatrale. Più tardi diventa autore televisivo e comico.
È stato il primo umano a comparire su Spitting Image; compariva regolarmente nello show radiofonico The Mary Whitehouse Experience prima di trasferirsi alla televisione, ed apparve anche nella parte di Gary nella popolare serie Tv per bambini Maid Marian and Her Merry Men.
Pubblica il suo primo romanzo, Sleepyhead, nel 2001. In tutti i suoi romanzi, eccetto In the Dark, appare il detective Tom Thorne.

## Opere
- 2001 - Collezionista di morte (Sleepyhead), Piemme 2002 (ISBN 9788838478291); Maestri del thriller n. 8 (2004)[1]
- 2002 - Il persuasore (Scaredy Cat), Piemme 2003 (ISBN 9788838441189); Maestri del thriller n. 37 (2005)[1]
- 2003 - Maestro di morte (Lazy Bones), Piemme 2004 (ISBN 9788838485770); Maestri del thriller n. 46 (2006)[1]
- 2004 - Segni di sangue (The Burning Girl), Piemme 2004 (ISBN 9788838477966); Maestri del thriller n. 66 (2007)[1]
- 2005 - Effetti personali (Lifeless), Piemme 2006 (ISBN 9788838485497) Maestri del thriller n. 81 (2008)[1]
- 2006 - La regola del sospetto (Buried), Piemme 2007 (ISBN 9788838466861); Maestri del thriller n. 95 (2009)[1]
- 2007 - Death Message
- 2008 - In the Dark

### Antologie
- Vite criminali (Men from Boys) - a cura di John Harvey, Fanucci 2006[1]